# 중앙입양원
재단법인 아동권리보장원(Korea Adoption Services)은 아동의 권익을 보장하고 입양에 대한 사회적 책임을 완수하기 위하여 입양 관련 업무지원·조정 기능을 수행함으로써 국민의 복지증진에 기여하기 위해 설립된 재단법인으로 보건복지부 장관이 임명하는 중앙입양원 이사장은 아동권리보장원장을 겸임하여, 2018년부터 실종아동전문기관으로 지정하였다. 서울특별시 중구서대문구 경기대로 47 진양빌딩 7층(사무실)에 위치하고 있다.

## 주요 업무
- 입양아동·가족정보 및 친가족 찾기에 필요한 통합데이터베이스 운영
- 입양아동의 데이터베이스 구축 및 연계
- 국내외 입양정책 및 서비스에 관한 조사·연구
- 입양 관련 국제협력 업무
- 위기입양인지원
- 그 밖에 보건복지부장관으로부터 위탁받은 사업 (보건복지부 위탁 실종아동전문기관)

## 연혁
- 2009년 6월 1일 재단법인 중앙입양정보원 법인설립 허가 (보건복지부)
- 2009년 7월 1일 재단법인 중앙입양정보원 개원
- 2011년 5월 11일 입양정보통합관리시스템 서비스 개시
- 2011년 8월 4일 입양특례법 개정 공포('12.08.05 시행)
- 2012년 8월 5일 재단법인 중앙입양원으로 개편

## 조직

### 원장

#### 사무총장

##### 경영기획국
- 기획예산팀
- 정보운영팀
- 제도개선 TF

##### 대외협력국
- 정책지원팀
- 교육홍보팀

##### 입양지원국
- 입양인상담팀
- 입양사후서비스팀
- 위기입양인지원TF